# Regulator odśrodkowy obrotów

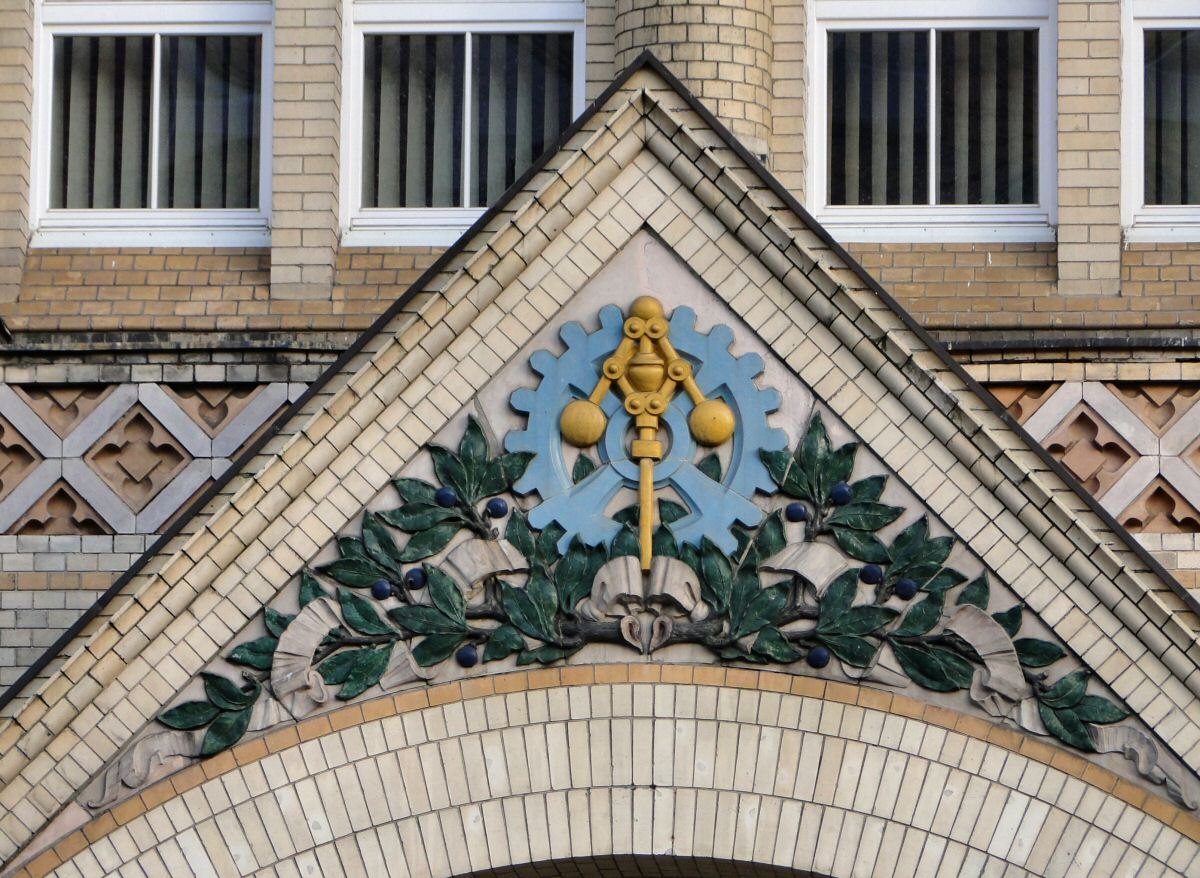
Wizerunek regulatora Watta na gmachu ZUT w Szczecinie

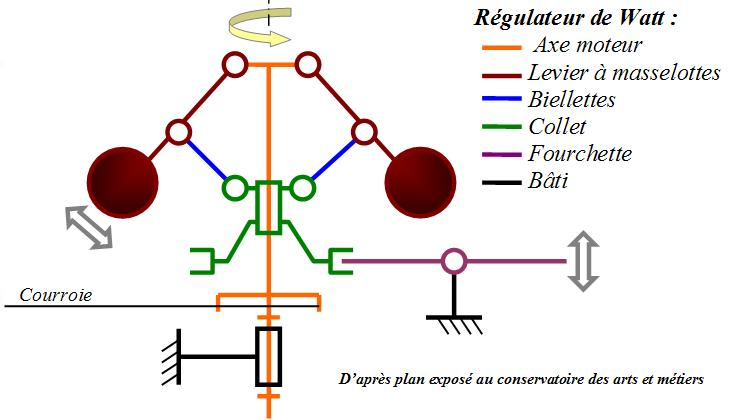
Schemat regulatora Watta

Odśrodkowy regulator obrotów (regulator Watta) – urządzenie automatyczne, wykorzystujące siłę odśrodkową do stabilizacji obrotów, początkowo przez dławienie za pomocą przepustnicy dopływu pary w maszynie parowej. Zastosowany pierwszy raz w 1788 przez Jamesa Watta.
Stosowany także w turbinach, sekcyjnych pompach wtryskowych silników wysokoprężnych i silnikach magnetofonów.
Trudne było utrzymywanie stałej prędkości obrotowej, przy zmieniającym się obciążeniu. Regulator Watta samoczynnie regulował dopływ pary utrzymując stałą prędkość obrotową.
Jeśli maszyna jest w spoczynku to ciężarki (kulki) są na samym dole, a przepustnica jest całkowicie otwarta. Jeśli maszyna parowa zacznie pracować. Obracające się koło maszyny parowej połączone jest z regulatorem obrotów - kulki zaczynają się obracać. Na kulki regulatora działają dwie siły. Siła grawitacji przyciągająca kulki pionowo w dół oraz siła odśrodkowa odciągająca kulki na zewnątrz, co przy takiej konstrukcji regulatora powoduje unoszenie się kulek ku górze. Unoszące się kulki powodowały zamykanie się przepustnicy, a to skutkowało mniejszą ilością pary dostarczanej do maszyny parowej. Maszyna zwalniała, malała więc siła odśrodkowa, kulki opadały w dół więc przepustnica się otwierała i tym samym dostarczała więcej pary do maszyny.  
W zależności od dobranych wielkości maszyny, regulatora, dopływu pary i obciążenia maszyna parowa mogła rytmicznie oscylować wokół pewnej prędkości obrotowej lub jeśli parametry były dobrze dobrane ustalała się stała prędkość.
Regulator pokazany na rysunku jest regulatorem tylko grawitacyjnym, to znaczy przy jego pomocy można uzyskać tylko jedną prędkość obrotową maszyny. Aby zmienić tę prędkość należało zatrzymać maszynę i wymienić kulki na lżejsze (mniejsza prędkość obrotowa) lub cięższe (większa prędkość obrotowa). Późniejsze regulatory miały dodatkowo sprężynę z regulacją napięcia. W ten sposób do dwóch sposobów regulacji prędkości obrotowej opisanych powyżej doszła trzecia - dużo prostsza i szybsza.
Nad wejściem głównym do dawnej Wyższej Szkoły Budowy Maszyn (obecnie ZUT) w Szczecinie zachował się wizerunek regulatora Watta na tle koła zębatego.